# Tibiagomphus noval
Tibiagomphus noval – gatunek ważki z rodziny gadziogłówkowatych (Gomphidae). Występuje w Ameryce Południowej – stwierdzony w południowej Brazylii (stan Rio Grande do Sul), Urugwaju i północno-wschodniej Argentynie (prowincja Entre Ríos).